# 大地と水の結合
『大地と水の結合』（だいちとみずのけつごう、露: Союз Земли и Воды、英: The Union of Earth and Water）は、バロック期のフランドルの巨匠ピーテル・パウル・ルーベンスが1618年頃、キャンバス上に油彩で描いた絵画である。キュベレーを大地の擬人像としてコルヌコピアを持つ姿で表し、ネプトゥーヌスを中央の水の擬人像として表している。作品は現在、サンクトペテルブルクのエルミタージュ美術館 (ルーベンス・ホール) に展示されている。かつては、ローマのキージ (Chigi)・コレクションにあったが、1798-1800年の間にエルミタージュ美術館により取得された。

## 作品
キュベレーとネプトゥーヌスは女神のヴィクトリアにより戴冠されており、その結合は画面下部に登場しているトリートーンにより巻貝で布告されている。2人の結合は、豊穣、富、繁栄、とりわけ都市アントウェルペン (ルーベンスの郷里) とスヘルデ川 (ルーベンスの時代に河口が一時オランダにより封鎖され、フランドルから海への出入り口が奪われていた) を象徴する。
中央から流れ出る水は川ないし海を暗示しているが、絵画が制作された頃、オランダによる河口封鎖は解かれていた。したがって、本作は、貿易港アントウェルペンがふたたびスヘルデ川と結合し、もとの経済的活況を取り戻したことを祝う寓意画であるという解釈もできる。いずれにしても、ルーベンスは、本作で神話と現実、自然と人間、古代と彼の時代の歴史を結合させている。
画中の人物は彫刻的に表現されており、ルーベンスの古代美術への大いなる賞賛の証となっている。キュベレー像のインスピレーションとなったのは、プラクシテレスの有名な『休息するサテュロス』 (カピトリーノ美術館、ローマ) である。同時に、本作はイタリア・ルネサンス絵画、とりわけヴェネツィア派の画家たちの影響を受けている。

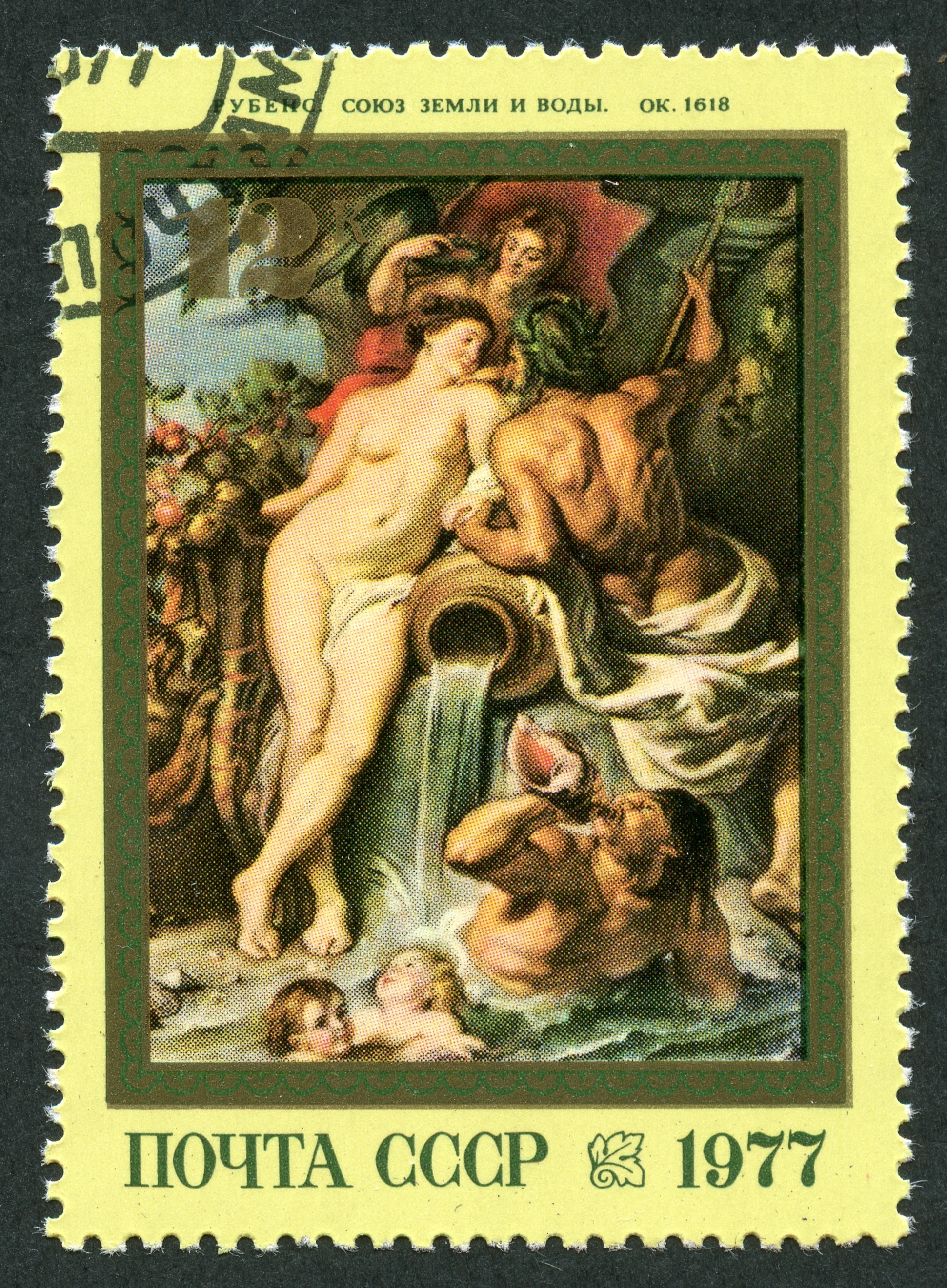
ソヴィエト連邦時代の『大地と水の結合』を表した切手 (1977年)

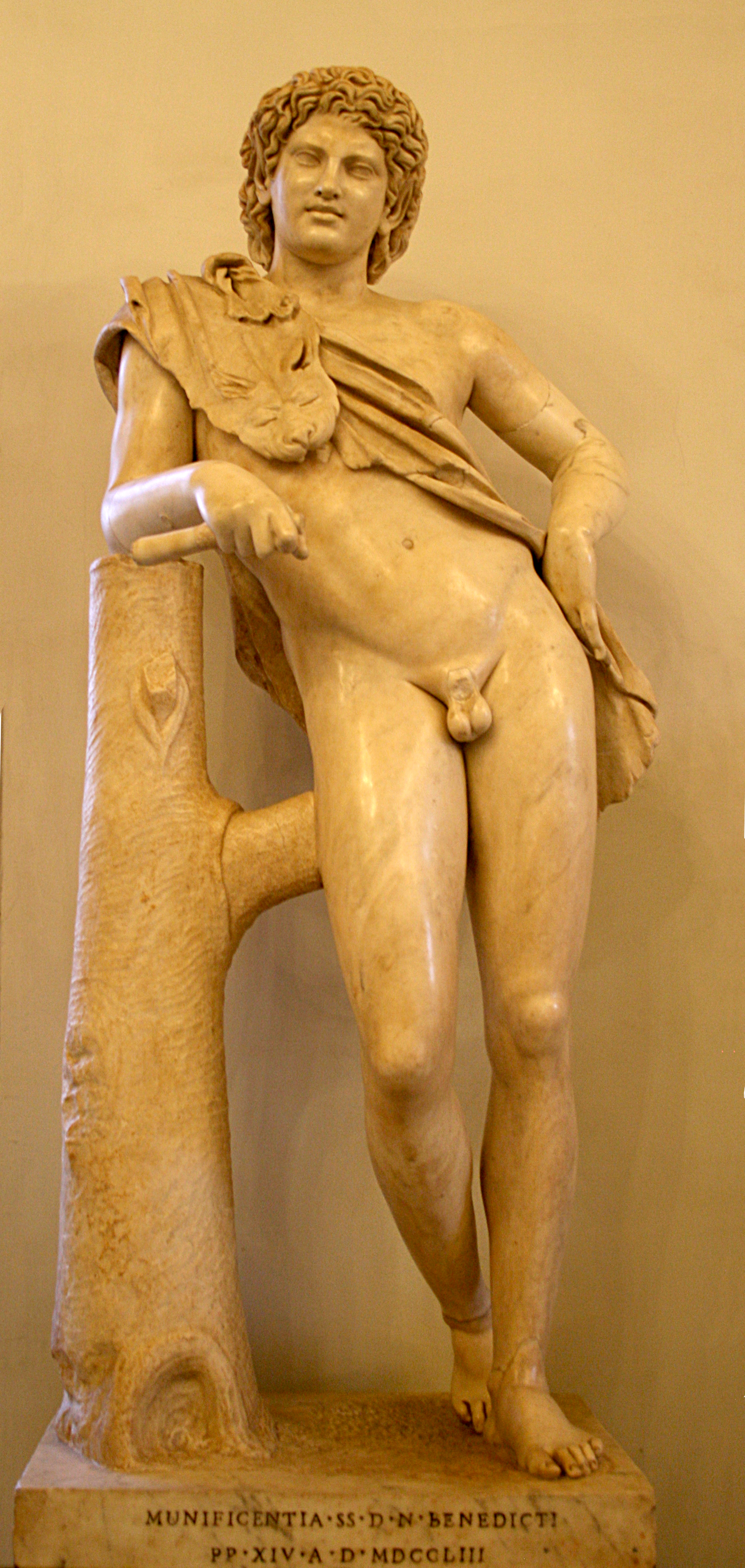
プラクシテレス『休息するサテュロス』 (カピトリーノ美術館、ローマ)

絵画は、裸体像の官能的な表現、暖かな黄金色がかった茶色の色彩、そして左右対称性と形態の均衡性にもとづくピラミッド型構図を特徴とする。キュベレーに花環を授けようとする天使を頂点に、キュベレーとネプトゥーヌスが互いに寄り添うことによって、三角形の構図が生まれている。このほぼ正三角形の中心には、尽きぬ水を注ぎだす大きな水瓶がある。キュベレーがこの瓶に寄りかかって正面を向いているのに対し、ネプトゥーヌスは海から上がったばかりのように右足を水辺に置いたまま、後ろ向きでキュベレーの手を取っている。それによって、単なる図式的な三角形構図にはない変化と対照性 (2人の肌の色の違いについてもいえる) に富む構図が生まれている。2人の間を取り持つのが土 (キュベレーは大地の擬人像) からできた瓶と、そこから流れ出る水 (ネプトゥーヌスは水の擬人像) であるというのも象徴的である。
なお、ルーベンスの工房で制作された本作の小さい複製がロシア人ビジネスマンのウラジミール・ログウィネンコ (Vladimir Logvinenko) に取得された。2004年に美術作品に課せられた30パーセントの関税廃止にともない、ログウィネンコはその複製をロンドンからモスクワに移した。